# Африканский ламантин
Африканский ламантин (лат. Trichechus senegalensis) — водное млекопитающее семейства ламантиновых.

## Внешний вид
Ламантины — крупные массивные водные животные с обтекаемой формой тела, снабжёнными ногтями передними конечностями, превратившимися в ласты, и хвостом в форме плоского, закруглённого «весла». Задние конечности отсутствуют. Африканские ламантины отличаются от родственных видов чёрно-серой окраской кожи; в остальном данный вид практически неотличим от американского ламантина. Тело животного покрыто редкой шерстью, только на верхней и нижней губах растёт густая щетина (вибриссы). Верхняя губа, как и у всех сирен, сильно раздвоена. Взрослые особи весят не менее 500 кг при длине тела 3—4 м. Самый крупный из пойманных африканских ламантинов достигал длины 4,5 м.
Несмотря на данные о высоком генетическом разнообразии, в том числе о различиях между изолированными континентальными и прибрежными популяциями, в виде Trichechus senegalensis не выделено отдельных подвидов.

## Распространение
Африканские ламантины обитают в реках, эстуариях, мелких бухтах и прибрежных водах вдоль всего западного побережья Африки; встречаются также в озёрах. Северной границей их распространения является река Сенегал (Южная Мавритания, 16° с. ш.), южной — река Кванза в Анголе (18° ю. ш.). Критические для сохранения вида популяции сосредоточены в районе архипелага Бижагош (Гвинея-Бисау), лагунах Кот-д’Ивуара, озеро Вольта (Гана), лагуне Н’Дого (Габон), реках и озёрах Сенегала, реке Санага (Камерун), в нижнем течении реки Нигер (Нигерия) и в нижнем течении реки Конго.
Африканский ламантин встречается в следующих странах (по данным на 2001 г.):
- Мавритания — река Сенегал и её притоки; изредка наблюдается в заповеднике Diawlang Reserve.
- Сенегал — практически вымер, в большинстве районов страны не встречался на протяжении многих лет. Некоторое число особей сохранилось в реке Казаманс, встречаясь от её эстуария вплоть до города Колда.
- Гамбия — в 1993 году по-прежнему был многочислен в реке Гамбия.
- Гвинея-Бисау некоторое время считалась одним из последних убежищ для ламантинов из-за относительно непотревоженного состояния речных экосистем, мангров и заболоченных местностей. В 1997 году правительство Гвинеи-Бисау подписало с IUCN соглашение о создании национального плана по сохранению африканского ламантина, однако гражданская война, начавшаяся в 1998 году, помешала его реализации. В 2001 году ламантины были обычны на территории страны, наиболее часто встречаясь в районе архипелага Бижагош. Охота на ламантинов здесь практически не ведётся; выловленные животные в настоящее время выставляются на продажу в интернете и экспортируются (River Zoo Farms Архивная копия от 4 мая 2020 на Wayback Machine). Так, два ламантина, пойманных в 1996 году, были отправлены в аквариум г. Тоба (Япония).[6]
- Гвинея — систематических исследований не проводилось.
- Сьерра-Леоне — численность популяции по-прежнему сокращается из-за непрекращающейся охоты и случайных выловов.
- Либерия — встречается во всех основных реках страны, включая район озера Piso.
- Кот-д’Ивуар — к середине 1980-х годов из-за браконьерской охоты численность ламантинов сократилась до менее чем 750 особей, распределённых между 5—6 небольшими изолированными популяциями. В настоящее время оценивается примерно в 750—800 особей.
- Гана — озеро Вольта и Национальный парк Дигья.
- Того — озеро Того.
- Бенин — вероятно, вымер.
- Нигерия — встречается повсеместно, однако численность сокращается из-за продолжающейся охоты и деградации местообитания (в частности, добычи нефти в дельте р. Нигер).
- Камерун — судя по исследованию, проведённому под эгидой WWF-USA и Wildlife Conservation Society в 1989 году, ламантины по-прежнему многочисленны в некоторых районах страны. Основную проблему составляет браконьерская охота в пограничных с Нигерией районах и разрушение местообитаний ламантинов в результате постройки плотин.
- Экваториальная Гвинея — нижнее течение реки Митемеле.
- Габон — наивысшая плотность популяции среди африканских ламантинов.
- Республика Конго,
- Демократическая Республика Конго — нижнее течение р. Конго ниже г. Бинда. Вероятно, встречается и в верхнем течении реки.
- Ангола — встречается вдоль всего океанского побережья.
- Мали — водится в системе р. Нигер, однако численность сильно уменьшена охотой.
- Нигер — река Нигер.
- Чад — некогда ламантины были многочисленны в бассейне озера Чад, однако к 1924 году стали здесь редки. Исследование 1995 года также показало их наличие в озёрах Lere и Trene района Майо-Кебби. Продолжается их истребление ради жира и мяса.
- Буркина-Фасо — предположительно, водятся в р. Вольта и её притоках, а также в р. Mekrou, протекающей на границе между Буркина-Фасо и Того/Бенином. Достоверных данных о численности и распределении ламантинов, однако, нет.

## Образ жизни
Африканские ламантины водятся как в мелких прибрежных водах, так и в пресных водоёмах, свободно перемещаясь между ними. Они предпочитают тихие воды, богатые растительной пищей, но избегают сильно солёных морских вод. Их излюбленными местами обитания являются:
- прибрежные лагуны с изобильной мангровой и травянистой растительностью,
- эстуарии крупных рек с мангровыми зарослями (Rhizophora) в устье и травянистой растительностью (преимущественно родов Vossia и Echinochloa) выше по течению,
- мелкие (<3 м глубиной) прибрежные районы, окаймлённые манграми или поросшие морскими растениями (Ruppia, Halodule, Cymodocea).[4]

Сведения получены на основании многочисленных наблюдений, а также по данным радиослежения за ламантинами в Кот-д’Ивуаре.
Вверх по течению рек ламантины поднимаются вплоть до водопадов и порогов, либо пока позволяет уровень воды. Так, по р. Гамбия ламантины поднимаются до Сенегала, где их наблюдали в Национальном парке Ниокола-Коба. В некоторых областях ламантины совершают сезонные миграции, связанные с колебаниями уровня воды, а также с изменениями солёности воды, во время разливов рек (июнь — июль) поднимаясь вверх по течению. В некоторых местностях ламантины во время сухого сезона находят убежище в постоянных озёрах и прудах, которые при подъёме воды в сезон дождей оказываются связаны с руслами рек. Также заплывают в затапливаемые леса и болота, поросшие тростниками (Phragmites), ежовником (Echinochloa) и прочими злаковыми. В море их находят в 75 км от берега среди мангровых зарослей и выходов пресных вод архипелага Бижагош (Гвинея-Бисау). Изолированные популяции, отрезанные от моря, были найдены в оз. Вольта (Гана) выше плотины ГЭС. Ещё одна популяция, изолированная речными порогами, была обнаружена в верхнем течении р. Нигер, в районе г. Сегу (Мали), что составляет рекорд продвижения вглубь континента для этого вида — более 2000 км от океана. В Чаде африканский ламантин изолировано встречается в реках бассейна озера Чад, Банинги, Логоне и Шари. Список основных рек и озёр обитания африканского ламантина приведён на сайте IUCN.
Ареал африканского ламантина ограничен доступностью пресной воды и температурой — они редко встречаются в водах холоднее 18 °C. В день ламантин способен проплыть 30—40 км.
Поведение этого вида по-прежнему изучено слабо. Очевидно, их образ жизни преимущественно ночной, поскольку ламантинов наиболее успешно добывают в это время суток. Днём они, как правило, отдыхают в неглубоких (1—2 м глубиной) водах, прячась среди растительности или держась посреди речного русла. Ранее считалось, что в поисках пищи ламантины способны выходить на берег, однако в настоящее время эта точка зрения признана ошибочной. Африканские ламантины держатся поодиночке или непостоянными группами из 2—6 особей. Самые сильные и устойчивые социальные связи объединяют самку и её детёныша.
Африканские ламантины питаются водной растительностью, преимущественно прибрежной. Популяции, обитающие в эстуариях, кормятся в мангровых зарослях, срывая листья с низкорастущих веток. Их рацион включает растения видов Vossia, эйхорния (Eichornia crassipes), горец (Polygonum), Cymodocea nodosa, роголистник (Ceratophyllum demersum), Azolla, ежовник (Echinochloa), ряска (Lemna), уруть (Myriophyllum), пистия (Pistia stratioties), ризофора (Rhizophora racemosa) и галодуле (Halodule). С учётом того, что взрослая особь в день потребляет от 12 до 18 кг пищи, в год один ламантин, видимо, способен съесть до 8000 кг растительности. В некоторых областях ареала (Сенегал, Сьерра-Леоне) местные рыбаки обвиняют ламантинов в похищении рыбы из сетей, однако это не подтверждённый факт. Считается также, что ламантины уничтожат посевы риса на затопленных полях. В Сенегале и Гамбии в желудках выловленных ламантинов находили и моллюсков.

### Воспроизводство
Размножение африканских ламантинов до сих пор слабо изучено, и большая часть предположений об их репродуктивном поведении основана на близком сходстве этого вида с хорошо изученным американским ламантином. Они способны размножаться круглый год, но пик отёла, как правило, приходится на конец весны — начало лета. Самки достигают половой зрелости к 3 годам. Самку в эструсе сопровождают несколько самцов, с которыми она, видимо, беспорядочно спаривается. Беременность длится около 13 месяцев и заканчивается рождением 1 детёныша, изредка двойни. Роды происходят в мелководных лагунах. Детёныши ламантина рождаются хвостом вперёд и способны плавать сразу после рождения. Самка вскармливает потомство с помощью парных молочных желез, расположенных на груди. Детёныши, видимо, остаются с матерью до 2 лет.
В природе африканские ламантины, предположительно, доживают до 30 лет. Природных врагов имеют немного, на взрослых особей охотятся только крокодилы. Единственный известный паразит — трематода Chiorchis fabaceus.

## Статус популяции
Точный статус популяции неизвестен. На основании данных, собранных в Кот-д’Ивуаре, Гвинее-Бисау, Гамбии, Сенегале и Камеруне, в Западной Африке в 2006 г., в Африке, предположительно, насчитывается менее 10 000 особей африканского ламантина.
Численность данного вида сокращается преимущественно в результате охоты, случайных выловов и несчастных случаев, когда звери запутываются в рыболовных сетях и тралах, либо гибнут от столкновений с речными и морскими судами. Так в Гвинее-Бисау между 1990—1998 гг. из 209 погибших ламантинов: 72 % запутались в рыболовных снастях, 13 % были убиты на охоте, 4 % выброшены на берег во время отлива и 11 % погибли по неустановленной причине.
Невзирая на правовую защиту, в ряде стран местные жители по-прежнему охотятся на ламантинов с помощью гарпунов, специальных сетей и разнообразных ловушек ради их мяса, костей, шкуры и жира. Последний в Мали, Сенегале и Чаде рассматривается как лекарство от ревматизма и ушных болезней, а также косметическое средство. Коммерческая добыча африканского ламантина, однако, не ведётся. В некоторых районах ламантинов преследуют как вредителей сельского хозяйства и рыболовного промысла. Приморские районы, являющиеся основным местом обитания ламантинов, как правило, густо населены и сильно страдают от антропогенного давления — так, вырубка мангров ради древесины приводит к исчезновению мангровых лесов; из-за эрозии и намывов почвы происходит обмеление лагун и эстуариев. Перераспределение водных потоков из-за постройки плотин и дамб усиливает солёность вод в эстуариях, что в частности влияет на водную растительность. Ламантины также зачастую попадают в затворы и турбины плотин гидроэлектростанций. Влияние на популяцию усиливающегося загрязнения вод бытовыми и хозяйственными стоками пока что изучено слабо.
На 9-м собрании Конвенции по охране мигрирующих видов диких животных (СМС) в 1999 г. было отмечено, что среди видов ламантинов африканский находится в наиболее плачевном состоянии. Усиливающее разрушение окружающей среды поставило многие локальные популяции ламантинов на грань вымирания. Действенные меры по защите и сохранению вида в странах его обитания в настоящее время преимущественно находятся в стадии планирования и разработки. Список охраняемых территорий Западной Африки, где встречается африканский ламантин, можно найти на сайте IUCN (недоступная ссылка). В 1986 г. африканскому ламантину был присвоен статус «уязвимый вид» — Vulnerable (Criteria Архивная копия от 4 апреля 2007 на Wayback Machine: A3cd Архивная копия от 4 апреля 2007 на Wayback Machine, C1 Архивная копия от 4 апреля 2007 на Wayback Machine) на основании сокращения его численности более чем на 20 % за период 10 лет. Внесён в Приложение II к CITES; защищается национальными законами всех стран обитания.

## В искусстве
Ламантина упоминает Жюль Верн в своем романе Пять недель на воздушном шаре: «По берегам валялись, выставляя свое круглое вымя, полное молока, рыбовидные ламантины до двадцати футов длиной» (29 гл)